# Wiang Chai (huyện)
Wiang Chai (tiếng Thái: เวียงชัย) là một huyện (‘‘amphoe’’) ở miền trung của tỉnh Chiang Rai, phía bắc Thái Lan.

## Địa lý
Các huyện giáp ranh là (từ phía tây theo chiều kim đồng hồ) Mueang Chiang Rai, Wiang Chiang Rung, Phaya Mengrai và Thoeng của tỉnh Chiang Rai.
Nguồn nước quan trọng của vùng này là Kok River.

## Lịch sử
Tiểu huyện (King Amphoe) đã được thành lập ngày 17 tháng 6 năm 1974, khi ba tambon Wiang Chai, Thung Ko and Pha Ngam được tách khỏi Mueang Chiang Rai.
 Đơn vị này đã được nâng thành huyện ngày 25 tháng 3 năm 1979.

## Hành chính
Huyện này được chia thành 5 phó huyện (tambon), các đơn vị này lại được chia thành 70 làng (muban). Thị trấn (thesaban tambon) Wiang Chai nằm trên một phần của tambon Wiang Chai and Mueang Chum. Ngoài ra có 5 Tổ chức hành chính tambon (TAO).
| Số TT | Tên         | Tên tiếng Thái | Số làng | Dân số |  |
| ----- | ----------- | -------------- | ------- | ------ |  |
| 2.    | Wiang Chai  | เวียงชัย         | 18      | 10.990 |  |
| 3.    | Pha Ngam    | ผางาม          | 13      | 9.170  |  |
| 4.    | Wiang Nuea  | เวียงเหนือ       | 11      | 6.649  |  |
| 6.    | Don Sila    | ดอนศิลา         | 17      | 9.984  |  |
| 8.    | Mueang Chum | เมืองชุม         | 11      | 7.325  |  |

Các con số mất là các tambo nay thuộc huyệnWiang Chiang Rung.